# Lunner
Lunner est une kommune de Norvège.  Elle est située dans le comté d'Akershus.
La commune faisait partie du comté d'Oppland jusqu'en 2020 puis intègre ensuite le comté de Viken mais à la suite de sa dissolution en 2024, elle intègre Akershus.

## Zone protégée
- Réserve naturelle de Mørkgonga